# روودینو (استان آرخانگلسک)
روودینو (به لاتین: Rovdino) یک منطقهٔ مسکونی در روسیه است که در استان آرخانگلسک واقع شده‌است.